# 加保
加保（藏語：རྒྱལ་པོ，威利转写：rgyal po，1943年4月—），男，藏族，西藏南木林人，中华人民共和国政治人物，曾任西藏自治区人民政府副主席，西藏自治区政协副主席。